# Cultura lesbiana

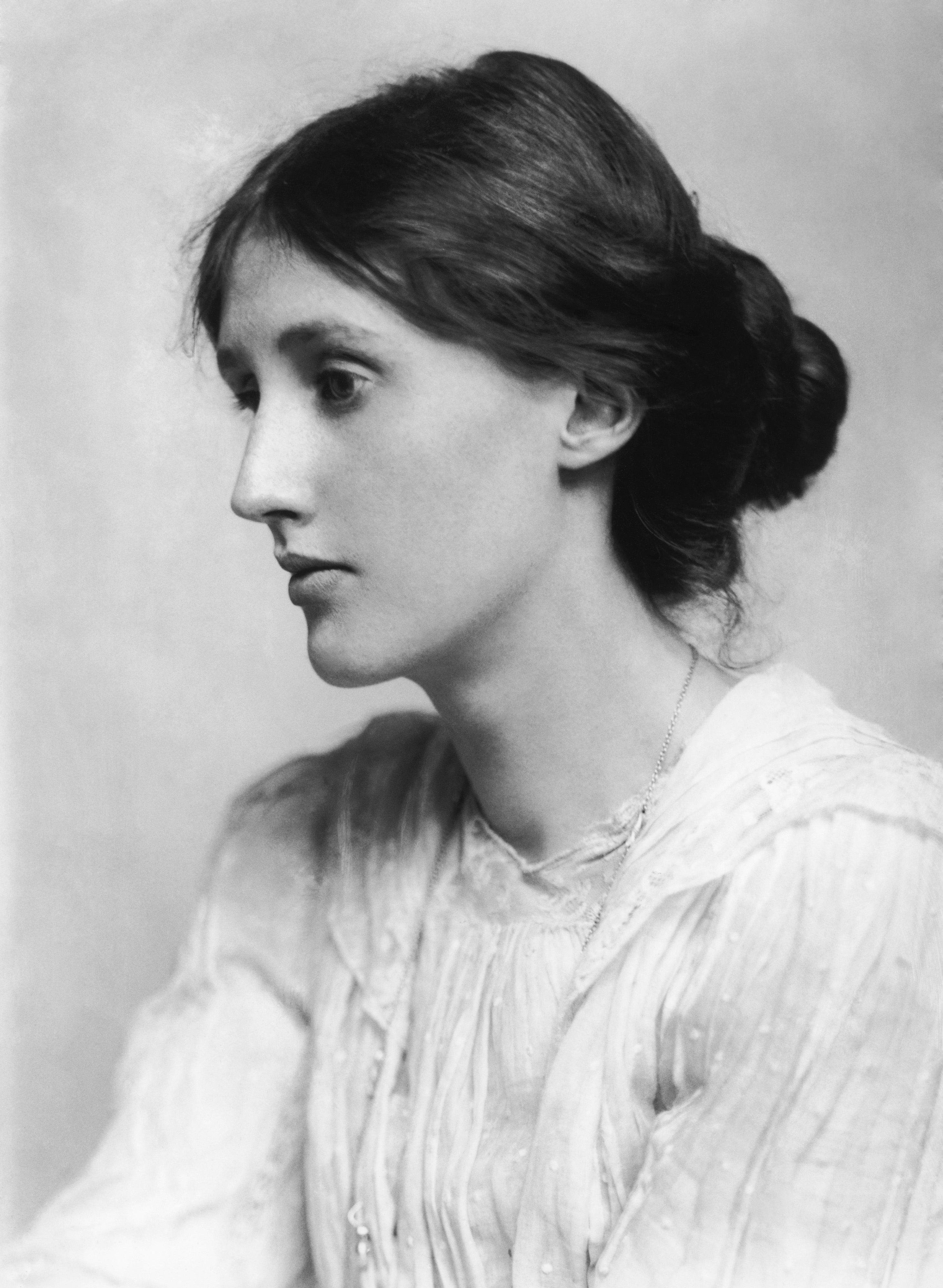
Virginia Woolf en 1902.

Por cultura lésbica se entiende el modo en el cual las lesbianas se ven y representan a sí mismas, y el mundo en el cual viven, en todos los campos artísticos, y culturales: literatura, arte, cine, teatro, por mencionar algunos.

## Cultura y subcultura
La cultura lésbica ha crecido tradicionalmente incluida dentro de la tradición femenina, y más específicamente en la cultura de las mujeres. Durante muchos años, y en épocas de normas sociales más rígidas que las actuales, la cultura de las mujeres se ha desarrollado en diferentes campos, de esta forma ha habido músicas, poetas, escritoras y artistas, etc.
Dado que las lesbianas son consideradas un grupo social minoritario, se habla muy a menudo de subcultura lésbica, lo cual no significa una situación de inferioridad presupuesta, sino algo que es parte de la propia especificidad de las lesbianas, respecto al mundo heterosexual mayoritario.

## Literatura
En el campo literario de finales del siglo XIX, hablar de lesbianismo era algo que hacían muchos escritores, tales como Baudelaire, Diderot y James. Pero al comienzo del 1900 tanto en Londres como en París, en una atmósfera y un clima intelectual y artístico resplandeciente, se crearon las primeras comunidades de mujeres poetas, escritoras y artistas. Algunas de las lesbianas parisinas más conocidas fueron: Natalie Clifford Barney, Renée Vivien, Gertrude Stein y Tamara de Lempicka; por otra parte algunas de las mujeres lesbianas londinenses más conocidas en ese entonces fueron Vita Sackville-West, Katherine Mansfield, Ivy Compton-Burnett y Radclyffe Hall, autora de El pozo de la soledad, que en el año 1928 se convirtió en uno de los primeros libros con un romance lésbico dramático.
No todas estas mujeres eran abiertamente lesbianas, pero tenían algo en común y era el hecho de que su vida giraba en torno a otras mujeres, ellas mismas constituían redes de amistad y compañerismo con otras lesbianas, y se caracterizaban por tener una sensibilidad especial para la descripción de personajes femeninos y sus relaciones entre sí.
Las escritoras de la primera mitad del 1900 utilizaban frecuentemente mensajes cifrados como una forma de enmascarar la temática lésbica; personajes que cambian de sexo como en el Orlando de Virginia Woolf, muchas novelas con historias entre hombres gays, como es el caso de Marguerite Yourcenar; historias abiertamente lésbicas, pero algunas de ellas escritas bajo un seudónimo como el caso de Patricia Highsmith y su libro Carol, dan cuenta de esta situación. 
En América en los años 50, en lo que se dio en llamar el género pulp, la veta lésbica tuvo un gran éxito y una de las escritoras que mejor la explotó fue Ann Bannon. El problema era que para publicarse, las novelas tenían como requisito tener un final trágico en el cual las protagonistas se volvían locas o perdían la vida. La explicación era que un final feliz promovería el lesbianismo. 
Estas novelas se vendían en los kioscos, lo cual facilitaba el acceso a las mismas. 
En las últimas décadas, han proliferado las escritoras que tocan temas lésbicos, como es el caso de Jeanette Winterson, el mundo fantástico proyectado en los libros de Marion Zimmer Bradley; Sandra Scoppettone (y su detective lesbiana) o Radclyffe. También se suman escritoras de habla española tales como Lola Van Guardia, Jennifer Quiles, Susana Guzner, Cristina Peri Rossi, Carme Riera y Núria Añó.
"Salomón Borrasca" pseudónimo de, al parecer una escritora que jamás reveló su verdadero nombre, y publicó con nombre de varón para justificar su pasión.

## Deporte
Desde hace años, la lucha en el reconocimiento y la entrada al mundo del deporte, así como la perseverancia, y el triunfo en eventos deportivos ha sido parte esencial de la historia de la cultura; los resultados de muchos años de esfuerzo ahora son prácticamente disfrutados por mujeres homosexuales y heterosexuales de igual forma.

## Fuerzas armadas
En recientes años se ha mencionado el enfoque de los derechos del personal militar y paramilitar a lo referente al lesbianismo; más la presencia en los ámbitos castrenses, particularmente en los países que han permitido la participación de la mujer, había sido un tanto invisible anterior al contemporáneo énfasis, no obstante ha sido continuo. A lo que se refiere a la historia de los esfuerzos de lucha, porciones de la cultura lésbica también ha ofrecido su apoyo.

## Cine y televisión
La primera película lésbica fue Muchachas de uniforme (Mädchen in Uniform), de la directora Leontine Sagan, en el año 1930. Más tarde aparecieron otras películas como La mentira infame (These Three), de  William Wyler (1962), La zorra, de Mark Rydell (1967), y El asesinato de la hermana George, de Robert Aldrich (1968), todas ellas con una visión dramática y ocasionalmente grotesca del mundo lésbico.
Lianna, de John Sayles, una película del año 1983, le da un vuelco a la forma de ver masculina del universo lésbico, pero serán directoras lesbianas como Donna Deitch con su película Media hora más contigo y Patricia Rozema que comenzarán realmente a mostrar una visión más positiva de las lesbianas y sus realidades. 
Algunos títulos de largometrajes más actuales que tienen como temática principal el lesbianismo son:
Fingersmith (2005), Circumstance (2011), El último suspiro, Amour de Femme (2001), Naissance des Pieuvres, The World Unseen, I can't think Straight, Elena Undone, Kiss Mig, Sancharram, Ha-sodot, Fuego (1996), Fucking Amal, Lazos Ardientes (1996), Rosas Rojas, Besando a Jessica Stein, Criaturas celestiales, Eloïse, Las hijas del botánico, My summer of love (2004), Ci quing, Mujer contra mujer (2000), Cuando cae la noche (1995), Habitación en Roma (2009), D.E.B.S, Tipping the Velvet, A perfect ending, But I'm a cheerleader, Goldfish memory, All over me (1997), Mulholland drive, La vida de Adèle (2013), Gespenster (2005), Tomates verdes fritos (2001), Affinity (2008), The night watch (2011), Running on empty dreams, Viola di mare, Loving Anabelle, Love Sick (2006), Bloomington (2010), El despertar del amor (2005), Carol (2016) y Retrato de una mujer en llamas (2019) entre otros.
En la actualidad hay mayor difusión del tema lésbico no sólo en el cine sino también en la televisión, donde se han emitido series como South of Nowhere, The L Word, Sugar Rush, Hospital Central, Lip Service, Lost Girl, Anatomía de Gray, Tierra de lobos, Anyone But Me o Verbotene Liebe que tratan abiertamente el tema de la homosexualidad femenina.